# EthioTrees
De EthioTrees Ecosystem Restoration Association, in het kort EthioTrees, opgericht in 2016, is een project voor milieuherstel en bosrestauratie in Dogu'a Tembien (Ethiopië).

## Context
Sinds eeuwen is er erge landdegradatie en verwoestijning in Tigray en het gebied verarmde ook; sinds enkel decennia zijn er veel inspanningen voor rehabilitatie van deze semi-aride berglandschappen. Sinds 1994 hebben onderzoekers, studenten en hun medewerkers het milieu van Dogu'a Tembien bestudeerd. Om bij te dragen tot deze rehabilitatie, startten ze ontwikkelingsprojecten op die voornamelijk gericht zijn op conservering van het land, ecosysteemdiensten en duurzaam levensonderhoud. EthioTrees is zo'n project.

## Objectieven
EthioTrees heeft volgende objectieven:
- bosrestauratie door de gemeenschap
- koolstofopslag in bossen, zowel als bovengrondse biomassa en als organische stof in de bodem
- ecosysteemdiensten ontwikkelen en valoriseren, met inbegrip van

* grondwater
* honing
* wierook

## Verenigingen van jonge boeren zonder land
EthioTrees brengt niet alleen verbeteringen aan de opslag van koolstof in de bodem, biomassa, grondwater en biodiversiteit, maar zorgt ook voor inkomsten voor jonge boeren zonder land. De gemeenschappen plannen de projectuitvoering zelf, door middel van "participatory mapping" en ze voeren het zelf uit.

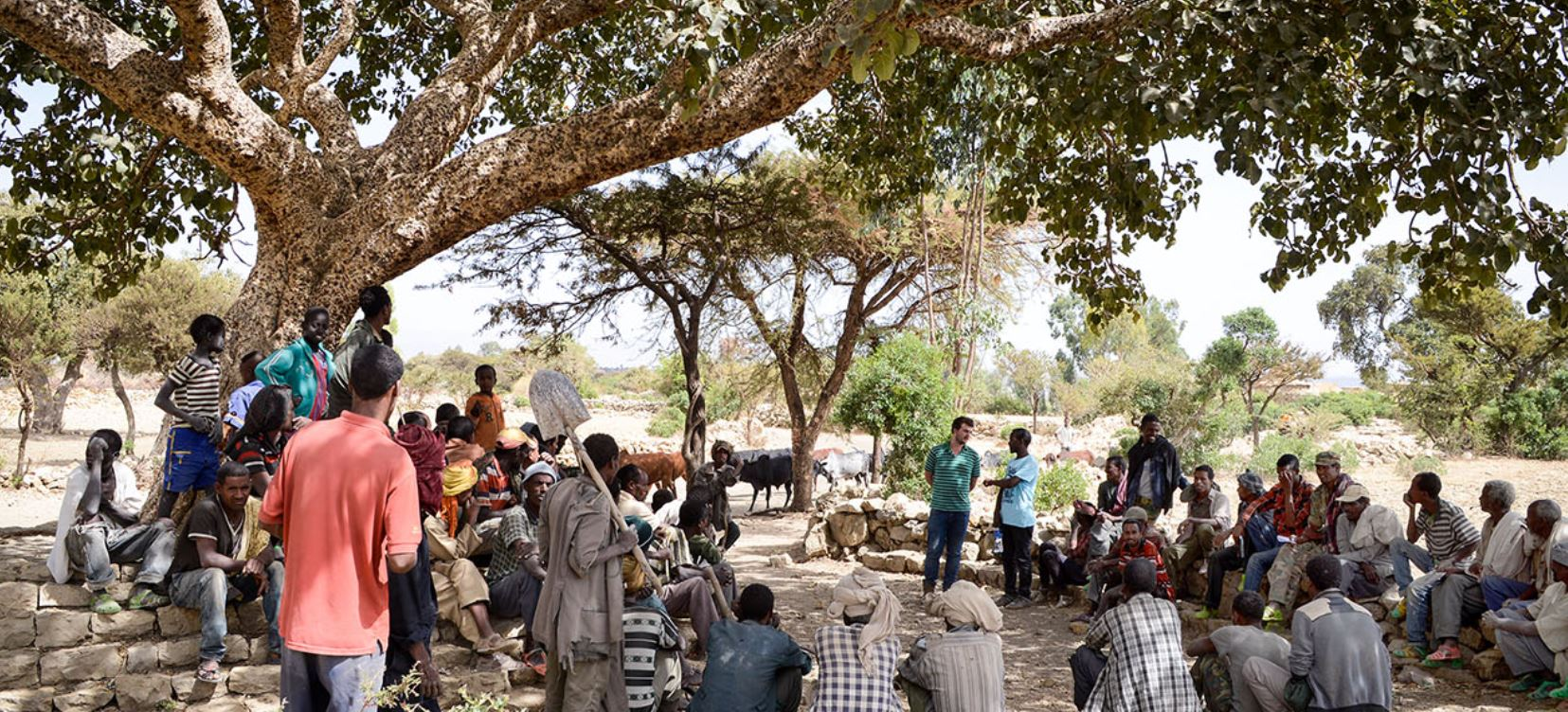
Vergadering van het Ethiotrees-project

## Bosgebieden van EthioTrees
Het EthioTrees project doet aan bosrestauratie in onderstaande beschermde gebieden:
- Addi Lihtsi (412 ha)
- Addi Meles (65 ha)
- Addilal (144.81 ha)
- Afedena (70 ha)
- Ch’elaqo (50 ha)
- Gemgema (92 ha)
- Gidmi Gestate (46 ha)
- Lafa (45.25 ha)
- May Be’ati (46 ha)
- Mi’am Atali (83 ha)
- May Genet (60 ha)
- May Hibo (50 ha)
- Sesemat (46 ha)
- Togogwa (196 ha)
- Tukhul (36 ha)
- Ziban Dake (300 ha)
- Gojam Sfra (275 ha)
- Katina Ruba (48 ha)

## Ecosysteemherstel en -valorisatie
EthioTrees beheert 18 beschermde gebieden met een totale oppervlakte van 1174 hectare in 2017 en 1596 ha in 2018. Hoe ouder het beschermde gebied, hoe groter de massa koolstof die opgeslagen ligt in bodem en begroeiing. EthioTrees heeft berekend dat ze erin slagen 9,2 ton CO2 op te slaan, per jaar per hectare.

## Klimaatbijdrage
De opgeslagen koolstof wordt gecertificeerd door Plan Vivo voor klimaatcompensatie op de vrijwillige koolstofmarkt, waarna de koolstofkredieten verkocht worden, onder andere aan Davines, een Italiaanse producent van schoonheidsproducten. De inkomsten worden dan geïnvesteerd in de dorpen, volgens de voorkeur van de gemeenschap; het kan gaan om een bijkomende klas voor het dorpsschooltje, een poel, bijkomende bosrestauratie, of een opslagplaats voor wierook.

## Partners
De belangrijkste partners van Ethiotrees zijn
- De districtsadministratie van Dogu'a Tembien (Ethiopië)
- Plaatselijke gemeentebesturen (Ethiopië)
- Coöperatieven voor wierookproductie (Ethiopië)
- Plan Vivo (U.K.)
- Mekelle University (Ethiopië)
- VLIR-UOS (België)
- Davines (Italië)
- Universiteit Gent (België)
- Provincie Oost Vlaanderen (België)
- Koning Boudewijnstichting (België)
- Bos Plus (België)
- Provincie West Vlaanderen (België)
- Ñangareko Consultores (Bolivië)
- Association Tesfay (Luik, België)